# Арзгирский район
Арзги́рский райо́н — территориальная единица в Ставропольском крае России. В границах района образован Арзгирский муниципальный округ.
Административный центр — село Арзгир.

## География
Район расположен в северо-восточной части Ставропольского края. Природные условия района характеризуются в целом спокойным рельефом, это степная равнина, изрезанная балками и оврагами. Преобладающими почвами являются светло-каштановые и солонцовые. Район отличается засушливым климатом.

## История
Арзгирский район образован в 1924 году в составе Терского округа.
9 сентября 1929 года Президиум Всероссийского центрального исполнительного комитета постановил: селения Байчара, Каменная Балка и Заветный Туркменского района Ставропольского округа Северо-Кавказского края перечислить в Арзгирский район Терского округа.
Решением Северо-Кавказского крайисполкома от 28 декабря 1930 года Арзгирский район был упразднён, его сельсоветы и населённые пункты переданы в состав Прикумского района. В январе 1935 года район был восстановлен.
В 1942 году из Туркменского района в состав Арзгирского района был передан Башантинский сельсовет.
13 января 1943 года Арзгирский район освобождён от немецко-фашистских захватчиков.
В 1944 году ликвидирован Приютненский район Ставропольского края, восточная часть которого в составе Бага-Бурульского, Дженженкиновский, Ики-Бурульского, Манджикиновского сельсоветов и Маныческого поселкового сельсовета перешла в административное подчинение Арзгирского района.
В 1952 года Николо-Александровский сельсовет Арзгирского района перечислен в состав Левокумского района. В 1954 году Арзгирский и Башантинский сельсоветы были объединены в Арзгирский сельсовет, а Родниковский и Каменнобалковский сельсоветы — в Родниковский сельсовет.
2 ноября 1956 года был упразднён Туркменский район с передачей территории Петровскому, Благодарненскому и Арзгирскому районам. Последнему в частности был передан Кендже-Кулакский сельсовет (в 1969 году возвращён вновь образованному Туркменскому району).
В 1959 году в состав территории Арзгирского района перешла часть урочища Хут-Хур Апанасенковского района Ставропольского края.
1 февраля 1963 года Арзгирский район был вновь упразднён (с передачей территории Благодарненскому, Левокумскому и Прикумскому районам), а 3 марта 1964 года вновь восстановлен. В его состав были переданы: из Прикумского района — Арзгирский, Петропавловский, Новоромановский и Родниковский сельсоветы; из Левокумского района — Садовский сельсовет; из Благодарненского района — Кендже-Кулакский и Серафимовский сельсоветы (без населённого пункта Эдельбай).
12 января 1965 года Президиум Верховного Совета РСФСР постановил Арзгирский сельский район преобразовать в район.
16 марта 2020 года муниципальные образования Арзгирского района были объединены в Арзгирский муниципальный округ.

## Население
| 1926    | 1939    | 1959    | 1970    | 1979    | 1989    | 1990    | 1991    | 1992    | 1993    | 1994    | 1995    |
| ------- | ------- | ------- | ------- | ------- | ------- | ------- | ------- | ------- | ------- | ------- | ------- |
| 22 052  | ↗34 157 | ↘27 375 | ↗28 262 | ↘26 422 | ↗29 480 | ↗29 906 | ↗30 571 | ↗31 177 | ↗31 528 | ↗31 649 | ↗31 767 |
| 1996    | 1997    | 1998    | 1999    | 2000    | 2001    | 2002    | 2003    | 2004    | 2005    | 2006    | 2007    |
| ↘31 472 | ↘31 169 | ↘30 856 | ↘30 490 | ↘30 107 | ↘29 750 | ↘28 733 | ↘28 670 | ↘28 333 | ↘28 045 | ↘27 695 | ↘27 304 |
| 2008    | 2009    | 2010    | 2011    | 2012    | 2013    | 2014    | 2015    | 2016    | 2017    | 2018    | 2019    |
| ↘26 926 | ↘26 693 | ↘26 298 | ↘26 276 | ↘26 036 | ↘25 864 | ↘25 558 | ↘25 392 | ↘25 031 | ↘24 957 | ↘24 892 | ↘24 604 |
| 2020    | 2021    | 2023    |         |         |         |         |         |         |         |         |         |
| ↘24 337 | ↘23 165 | ↘22 874 |         |         |         |         |         |         |         |         |         |

Гендерный состав
По итогам переписи населения 2010 года проживали 12 515 мужчин (47,59 %) и 13 783 женщины (52,41 %).
Национальный состав
По итогам переписи населения 2010 года проживали следующие национальности (национальности менее 1 %, см. в сноске к строке «Другие»):
| Национальность | Численность | Процент |
| -------------- | ----------- | ------- |
| Русские        | 19 357      | 73,61   |
| Даргинцы       | 3429        | 13,04   |
| Кумыки         | 520         | 1,98    |
| Туркмены       | 514         | 1,95    |
| Аварцы         | 360         | 1,37    |
| Чеченцы        | 316         | 1,20    |
| Армяне         | 303         | 1,15    |
| Другие         | 1499        | 5,70    |
| Итого          | 26 298      | 100,00  |

По итогам переписи населения 2020 года проживали следующие национальности (национальности менее 1 % и другое, см. в сноске к строке «Другие»):
| Национальность | Численность, чел. | Доля     |
| -------------- | ----------------- | -------- |
| Русские        | 14 722            | 63,55 %  |
| Даргинцы       | 4377              | 18,89 %  |
| Туркмены       | 565               | 2,44 %   |
| Цыгане         | 558               | 2,41 %   |
| Аварцы         | 387               | 1,67 %   |
| Кумыки         | 386               | 1,67 %   |
| Чеченцы        | 343               | 1,48 %   |
| Армяне         | 241               | 1,04 %   |
| Другие         | 1586              | 6,85 %   |
| Итого          | 23 165            | 100,00 % |

## Муниципально-территориальное устройство до 2020 года
С 2004 до марта 2020 года в Арзгирский муниципальный район входили 8 сельских поселений:
| № | Сельское поселение        | Административный центр | Количество населённых пунктов | Население (чел.) | Площадь (км²) |
| - | ------------------------- | ---------------------- | ----------------------------- | ---------------- | ------------- |
| 1 | село Каменная Балка       | село Каменная Балка    | 1                             | 903              | 11,88         |
| 2 | село Петропавловское      | село Петропавловское   | 1                             | 2014             | 177,8         |
| 3 | село Родниковское         | село Родниковское      | 1                             | 981              | 15,2          |
| 4 | село Садовое              | село Садовое           | 1                             | 1548             |               |
| 5 | село Серафимовское        | село Серафимовское     | 1                             | 2012             | 287,7         |
| 6 | Арзгирский сельсовет      | село Арзгир            | 2                             | 13 692           | 1426,69       |
| 7 | Новоромановский сельсовет | село Новоромановское   | 2                             | 1637             | 173,50        |
| 8 | Чограйский сельсовет      | посёлок Чограйский     | 2                             | 1550             | 294,0         |

## Населённые пункты
Распределение населения района:
 Арзгир (57,53 %) Петропавловское  (7,97 %) Серафимовское  (8,34 %) Новоромановское (5,38 %) Садовое  (6,86 %) Остальные (13,92 %)
В состав территории района и соответствующего муниципального округа входят 11 населённых пунктов:28.
| №  | Населённый пункт | Тип     | Население | Муниципальное образование |
| -- | ---------------- | ------- | --------- | ------------------------- |
| 1  | Арзгир           | село    | ↘13 160   | Арзгирский сельсовет      |
| 2  | Башанта          | аул     | ↗400      | Арзгирский сельсовет      |
| 3  | Довсун           | посёлок | ↗75       | Чограйский сельсовет      |
| 4  | Каменная Балка   | село    | ↘903      | село Каменная Балка       |
| 5  | Новоромановское  | село    | ↘1231     | Новоромановский сельсовет |
| 6  | Петропавловское  | село    | ↘1824     | село Петропавловское      |
| 7  | Родниковское     | село    | ↗1034     | село Родниковское         |
| 8  | Садовое          | село    | ↗1570     | село Садовое              |
| 9  | Серафимовское    | село    | ↘1907     | село Серафимовское        |
| 10 | Степной          | посёлок | ↘5        | Новоромановский сельсовет |
| 11 | Чограйский       | посёлок | ↘1075     | Чограйский сельсовет      |

| № | Нормализованное название | Варианты названия                         | Тип              | Дата снятия с учёта | Координаты/Примечания |
| - | ------------------------ | ----------------------------------------- | ---------------- | ------------------- | --- |
| 1 | Большевик                |                                           | хутор            | 31.12.1966          | 45°15′10″ с. ш. 43°59′03″ в. д. Располагался на реке Чограй (балка Чограйская), северо-западнее села Серафимовского. |
| 2 | Каменка                  |                                           | хутор            | 18.07.1957          | 45°21′30″ с. ш. 43°57′44″ в. д. Располагался у балки Кондрашанской, северо-восточнее аула Эдельбай (ныне Благодарненского района). Согласно «Поселенным итогам переписи 1926 года по Северо-Кавказскому краю», вместе с посёлком Красным и аулом Эдельбай входил в состав Эдельбайского сельсовета Туркменского района. По данным того же источника в Каменке насчитывалось 20 дворов с населением 96 человек, среди которых было 24 великороса и 71 украинец:277. |
| 3 | Приозерский              |                                           | посёлок          | 06.04.1971          | 45°27′00″ с. ш. 44°31′00″ в. д. Располагался в 25 км:8 северо-восточнее села Арзгир. На 1 марта 1966 года входил в состав территории Арзгирского сельсовета Арзгирского района Ставропольского края:8. |
| 4 | Синебугровское           | Синебугров, Синебуговский, Синебугровский | село             | 05.11.1983          | 45°16′32″ с. ш. 44°33′26″ в. д. Основан в 1921 году:42. Располагался в 8 км:8 юго-западнее села Садовое. В «Списке населённых мест Терского округа по данным на 1 января 1927 года» значился как «посёлок Синебугров». По данным Всесоюзной переписи населения 1926 года, в Синебугрове насчитывалось 52 двора с населением 131 человек, среди которых преобладали малороссы:42—43. На 1 марта 1966 года село Синебугровское входило в состав территории Садовского сельсовета Арзгирского района Ставропольского края:8. Ныне название «Синебугровское» носит урочище в месте впадения балки Поперечная в балку Козья (западнее населённого пункта Садовое). |
| 5 | Смирновский              |                                           | населённый пункт | 31.12.1966          | 45°08′42″ с. ш. 44°25′56″ в. д. Основан в 1914 году:40. Располагался в 7 км:40 северо-западнее посёлка Ленинского (ныне Левокумского района). В «Списке населённых мест Терского округа по данным на 1 января 1927 года» значился как «посёлок Смирновский». Входил в состав Стародубского сельсовета Арзгирского района (с центром в посёлке Ленинском). По данным Всесоюзной переписи населения 1926 года, в Смирновском насчитывалось 33 двора с населением 259 человек, среди которых преобладали малороссы:40—41. По состоянию на 1939 год посёлок числился в составе Арзгирского сельсовета (с центром в селе Арзгир).                                  |
| 6 | Чапаевский               | Томский                                   | хутор            | 08.02.1967          | 45°18′36″ с. ш. 44°43′48″ в. д. Основан в 1920 году:42. Располагался у балки Козьей, в 7 км:42 северо-восточнее села Садовое (бывш. Шангрык). В «Списке населённых мест Терского округа по данным на 1 января 1927 года» значился как «посёлок Томский». Входил в состав Шангрыкского сельсовета Арзгирского района (с центром в посёлке Шангрык). По данным Всесоюзной переписи населения 1926 года, в Томском насчитывалось 32 двора с населением 88 человек, среди которых преобладали малороссы:42—43. Постановлением ВЦИК от 10 августа 1937 года посёлок Томский был переименован в посёлок Чапаевский.                                                 |

## Местное самоуправление
- Глава района — Палагута Алексей Иванович (род. 1959);
- Председатель совета муниципального района — Кострицкий Анатолий Владимирович (род. 1955)[3].

## Экономика
Основной экономической отраслью района является сельское хозяйство, которое представлено 17 предприятиями и 224 фермерскими хозяйствами. В 2006 году тружениками сельского хозяйства получен рекордный урожай зерновых культур — 265 тысяч тонн при урожайности 32 ц/га. Увеличивается поголовье животных:
В 2006 году поголовье крупного рогатого скота составляет 4 536 голов: свиней — 2 197 голов, овцепоголовье — 83 572 головы.

## Военные объекты
В районе расположен военный полигон «Арзгирский».

## Люди, связанные с районом
Звания Героя Социалистического труда удостоены жители района В. В. Концевой, П. И. Свистула и А. И. Симоненко.
Почётные жители Арзгирского района
Список на 23 ноября 2021 года:
- Апальков Михаил Петрович
- Бганцев Пётр Яковлевич
- Берченко Александр Андреевич
- Борисенко Галина Александровна
- Гаврилов Виктор Владимирович
- Голубничий Владимир Илларионович
- Горохова Галина Ивановна
- Деркач Борис Ильич
- Диденко Иван Егорович
- Дорошенко Иван Павлович
- Иващенко Фёдор Акимович
- Ищенко Владимир Трофимович
- Кабась Владимир Борисович
- Ковалёв Владимир Иванович
- Кострицкий Анатолий Владимирович
- Кривошлык Виктор Николаевич
- Крюкова Полина Гавриловна
- Ледник Фёдор Кузьмич
- Манин Иван Прокофьевич
- Манякин Сергей Иосифович
- Марюфич Владимир Андреевич
- Наглый Николай Ефимович
- Оджаев Тагандурды Бегимович
- Палагута Алексей Иванович
- Палагута Иван Иванович
- Пасько Петр Андреевич
- Ребров Борис Михайлович
- Рудаков Фёдор Васильевич
- Сварич Юрий Павлович
- Свистула Павел Иванович
- Снитко Любовь Гавриловна
- Солёнова Любовь Дмитриевна
- Столяров Михаил Гаврилович
- Тищенко Лидия Константиновна
- Хохлова Анна Павловна
- Хурумов Геннадий Николаевич
- Чекунова Валентина Анатольевна
- Черноволенко Степан Иванович
- Черныш Михаил Иванович
- Шегай Константин
- Штельмах Анатолий Иванович